# اسخیفنینگن

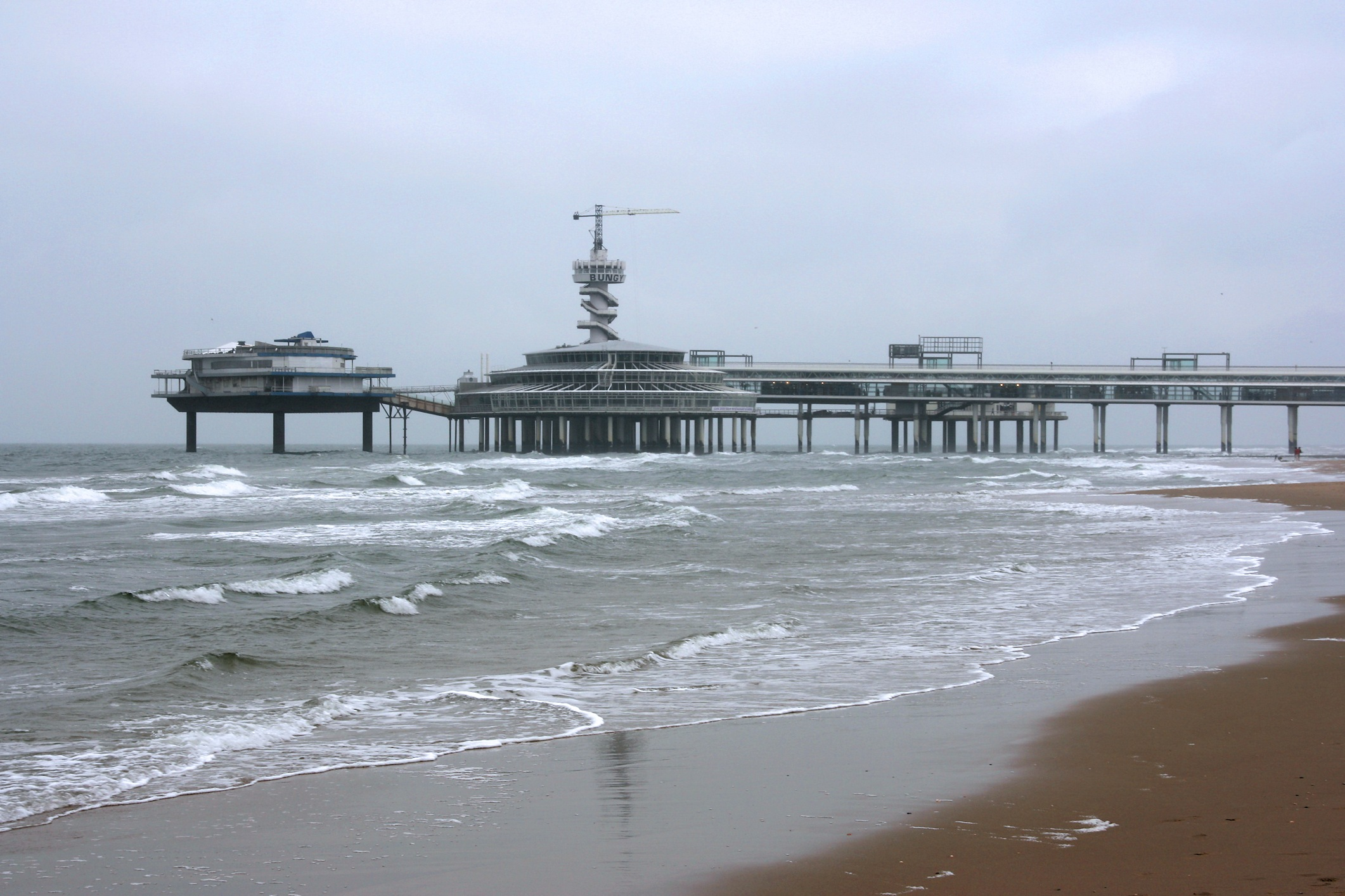
اسکله اسخیفنینگن.

اسخِیفِنینگِن (به هلندی: Scheveningen) یکی از هشت محله اصلی شهر لاهه هلند است که بخش ساحلی و تفریحی این شهر را تشکیل می‌دهد. ساحل اسخیفنینگن دارای پلاژ، اسکله، و فانوس و محل پهلوگیری کشتی‌ها است. در روزهای گرم‌تر تابستان جمعیت زیادی برای شنا، موج‌سواری و قایق‌سواری به ساحل اسخیفنینگن می‌آیند؛ که بخشی نیز از گردشگران آلمانی هستند. بخش موسوم به «ساحل لُختی‌ها» در یک کیلومتری شمال ساحل اصلی اسخیفنینگن قرار دارد.